# Zemský okres Pfaffenhofen an der Ilm
Zemský okres Pfaffenhofen an der Ilm (německy Landkreis Pfaffenhofen an der Ilm) je zemský okres v Bavorsku v Německu. Je obklopen okresy (od jihu podle hodinových ručiček): Eichstätt, Kelheim, Freising, Dachau a Neuburg-Schrobenhausen, a městem Ingolstadt.

## Historie
V raném středověku byl okres částečně majetkem klášterů Ilmmünster a Münchsmünster a částečně tvořil malé sekulární státy (například stát Scheyern). Místní vládci v této době byli předci pozdějšího rodu Wittelsbachů, kteří se v roce 1180 stali vládci celého Bavorska
Dnešní podoba okresu vznikla v roce 1972 sloučením několika původních okresů.

## Geografie
Okres leží v rovině Hallertau, mezi řekami Isar a Dunaj. Dunaj protéká nejsevernější částí okresu.

## Města a obce
| Města                                               | Obce | |
| --------------------------------------------------- | --- | --- |
| 1. Geisenfeld 2. Pfaffenhofen an der Ilm 3. Vohburg | 1. Baar-Ebenhausen 2. Ernsgaden 3. Gerolsbach 4. Hettenshausen 5. Hohenwart 6. Ilmmünster 7. Jetzendorf 8. Manching | 1. Münchsmünster 2. Pörnbach 3. Reichertshausen 4. Reichertshofen 5. Rohrbach 6. Scheyern 7. Schweitenkirchen 8. Wolnzach |